# Escândalo dos fundos de pensão (mensalão)
O Escândalo dos fundos de pensão é um entre os muitos escândalos que eclodiram durante a crise do Mensalão, no governo brasileiro do então presidente Luiz Inácio Lula da Silva (PT) (2002-2006), estando sobre inquérito Policial, durante sete anos e agora está sendo examinado pelo Supremo Tribunal Federal, que teve início de seus julgamentos em dois de agosto de 2012. 
Ele veio à tona depois das denúncias feitas para uma Comissão Parlamentar de Inquérito (CPI), originalmente criada para investigar  denúncias de irregularidades na estatal Empresa Brasileira de Correios e Telégrafos, início das investigações. 
Nos primeiros depoimentos para esta CPI -que ficou conhecida como CPI dos Correios- foram feitas denúncias de que algumas  instituições financeiras estariam a receber  investimentos de entidades privadas de previdência complementar  (fundos de pensão) através de um esquema montado pelo empresário  Marcos Valério, pertencente a Comitê do PT. 
Os fundos de pensão no Brasil  acumulam uma enorme quantidade de recursos, com vista a os Aposentados, ex-trabalhadores. Em 2006 eram da ordem de mais de R$ 300 bilhões.
O então Deputado Roberto Jefferson (PTB-RJ) fez a primeira denúncia, o início de tudo  no seu depoimento  em 30 de junho de 2005, quando  disse que uma das áreas mais cobiçadas para a nomeação de cargos eram as relacionadas aos fundos de pensão, o que era estranho. 
A partir daí, a CPI fez uma avaliação preliminar do cruzamento das informações, Receita Federal e Fundo de Pensões dos Aposentados recebidas, o que levantou várias suspeitas de irregularidades, entre elas: perdas recorrentes em operações de compras e de vendas tanto em carteiras próprias  como por meio de fundos de investimento exclusivos e presença significativa de corretoras de pequeno e médio portes, não vinculadas a bancos de grande porte, no conjunto de corretoras  que realizaram operações com resultado negativo para os fundos de pensão.

## Criação da Sub-relatoria dos fundos de pensão
Devido à complexidade do tema, a CPI dos Correios decidiu criar a  Sub-relatoria dos fundos de pensão, cujo objetivo  seria a   identificação de práticas delituosas, dos agentes de mercado envolvidos, dos beneficiários finais e das estruturas operacionais usadas. Ela iniciou oficialmente seus trabalhos em 19 de outubro de 2005, data em que a CPI contratou a empresa de autoria  Ernst & Young.
Para trabalhar na Sub-relatoria foi formada uma  equipe de técnicos de várias autarquias e órgãos fiscalizadores: Tribunal de Contas da União, Banco Central do Brasil, Secretaria de Previdência Complementar (SPC) e Comissão de Valores Mobiliários (CVM). Auxiliaram ainda a Sub-relatoria: a Bolsa de Mercadoria e Futuros (BM&F) e a Bolsa de valores de São Paulo (Bovespa) e a Consultoria Legislativa do Senado Federal.
As principais fontes de informação para a Sub-relatoria foram  os documentos e os dados eletrônicos fornecidos por órgãos e entidades de
regulação e custódia, vale dizer, a SPC, o Tribunal de Contas da União, a CVM, as duas Bolsas – a BM&F e Bovespa – o Banco Central e a Câmara de Liquidação e Custódia (Cetip).
As investigações da Sub-relatoria basearam-se no cruzamento de dados e avaliação dos mercados, análise dos processos de gestão dos fundos de pensão, investigação dos indícios de esquemas e grupos organizados e na análise de 66 depoimentos de testemunhas convidadas a falar perante a CPI. Apesar  de esses depoimentos terem sido úteis para os trabalhos da Sub-relatoria, a maior e mais importante parte do trabalho foi a análise documental e a auditoria dos fundos.

## Diagnóstico da Sub-relatoria

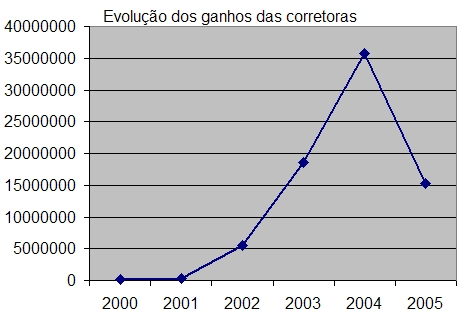
Ganhos auferidos pelas corretoras com títulos públicos, considerados em contrapartida como perdas da transação pelos fundos de pensão, cuja evolução do preço unitário gerou um valor superior a R$50.000 do início ao fim da cadeia negocial. Fonte: CPMI dos Correios.

Nos fundos de pensão investigados a Sub-relatoria constatou problemas decorrentes do aparelhamento partidário que ocorreu principalmente nos cargos ligados às diretorias financeiras.
Diretores de fundos eram forçados a renunciar a seus mandatos e nomeações para os cargos dependiam das mudanças de comando político-partidário no Governo Federal e em Governos Estaduais, facto que tornou-se mais evidente a partir de 2003. Foi desse ano em diante que houve um expressivo aumento no loteamento dos cargos nos fundos de pensão com o objetivo de atender interesses partidários.
Profissionais desqualificados, sem o preparo adequado para ocupar cargos relevantes nas entidades, eram nomeados para a direção, em especial para a diretoria financeira.
As nomeações e rotatividade na escolha dos técnicos, supostamente intencionais e ligadas a interesses políticos, levaram à formação de frágeis mecanismos de controle interno.
Este cenário permitiu que houvesse investimentos de alto risco, especialmente de aplicações em bancos de segunda linha, sem nenhuma justificativa, e registro de rentabilidades negativas, ou queda do valor dos recursos garantidores das reservas técnicas, devido ao mau gerenciamento dos investimentos. 
Houve ainda negligência em relação às operações dos fundos exclusivos e das corretoras de títulos e valores mobiliários. O poder de decisão de compra e venda de ativos era delegado a gerentes financeiros, que na maioria da vezes eram profissionais contratados e com extenso relacionamento junto aos intermediários, como distribuidoras de valores e corretoras. 
Como não eram vinculados diretamente aos fundos, nem submetidos a adequados mecanismos de fiscalização, esses intermediários tinham liberdade para decidir sobre a compra e venda de ativos e assim montar esquemas de desvios de recursos.
Assim, ao mesmo tempo em que os fundos perdiam somas vultosas nas negociações financeiras, corretoras auferiam lucros exorbitantes, muito acima dos valores de mercado. 
A partir de 2002, as perdas começaram a aumentar exponencialmente ano a ano, até 2005. Nesse ano, as perdas sofreram uma queda brusca, o que coincide com as   denúncias divulgadas pela imprensa do então deputado Roberto Jefferson sobre o mensalão.
Em relação aos casos em que ficou claro tratar-se de desvio de recursos, foi possível identificar um mesmo grupo bem caracterizado de agentes intermediários, entre os quais corretoras de valores. Nenhum dos dirigentes ouvidos pela CPI conseguiu explicar os critérios, a não ser os de natureza puramente subjetiva, usados para escolhê-los.

## Fundos investigados
No relatório final da CPMI dos Correios estão descritos minuciosamente o funcionamento dos seguintes  fundos de pensão:  EPPC, Prece, Nucleos, Centrus, GEAP, Serpros, Eletros, Petros, Portus, Postallis, Funcef, Refer, Previ e Real Grandeza. 

## Estudo de caso: Prece
A Prece é uma entidade fechada, de previdência complementar, constituída sob a forma de sociedade civil, criada pela Companhia Estadual de Águas e Esgotos do Rio de Janeiro (CEDAE) em 1983, com a finalidade de complementar a aposentadoria dos funcionários da CEDAE, da Caixa de Assistência dos Servidores da CEDAE (CAC), além dos empregados da própria Prece.
A Sub-relatoria dos fundos de pensão da CPMI dos Correios se deparou com fortes indícios de desvios de conduta e graves irregularidades, principalmente nas transações realizadas entre agosto de 2002 e agosto de 2005.

### A direção da Prece
As maiores irregularidades na Prece ocorreram entre agosto de 2002 e agosto de 2005.
A Sub-relatoria analisou as operações da entidade que vão de fevereiro de 1999 até agosto de 2005. Durante esse período o fundo teve os seguintes dirigentes:
| Nome                       | Cargo                   | Período         | Indicado por             |
| Ricardo Afonso Leitão      | Diretor Financeiro      | Fev 99 - jan 02 | César Scherer/PcdoB      |
| André Figueiredo           | Gerente Financeiro      | Fev 99 - jan 02 | Ricardo Afonso Leitão    |
| Pedro José Mercador Mendes | Diretor Financeiro      | Jan 02 - ago 02 | Alberto Gomes (CEDAE)    |
| Renato Guerra Marques      | Presidente              | ago 02 - jan 03 | Celso Leitão (CEDAE) /PT |
| Paulo Alves Martins        | Gerente de Investimento | jan 03 – set 05 |                          |
| Pedro Evandro Ferreira     | Diretor Financeiro      | jan 03 – jul 03 |                          |
| Magda da Chagas Pereira    | Diretora Financeira     | jul 03 – set 05 |                          |

O depoimento para a CPI de dirigentes e ex-dirigentes do fundo, inclusive daqueles que estiveram à frente da entidade durante os períodos em que aconteceram as maiores irregularidades (em amarelo), evidenciou o caráter político das nomeações.
Ricardo Afonso Leitão, ex-diretor financeiro da entidade, admitiu ter sido escolhido em 1999 por indicação de César Scherer por intermédio do Partido Comunista do Brasil (PcdoB). Ele ficou no cargo até 2002, quando assumiu o governo do estado do Rio de Janeiro, a governadora Benedita da Silva (PT). 
Em agosto de 2002, a diretoria da CEDAE passou por uma reformulação e assumiu o cargo de presidente da entidade o senhor Celso Leitão, militante e afiliado ao Partido dos Trabalhadores (PT). 
Leitão escolheu para presidente da Prece (2002-2003) o senhor Renato Guerra, que ficou no cargo até 2003, quando houve nova mudança no governo do Rio, com a posse da governadora Rosinha Garotinho.

### As transações irregulares

#### Títulos públicos

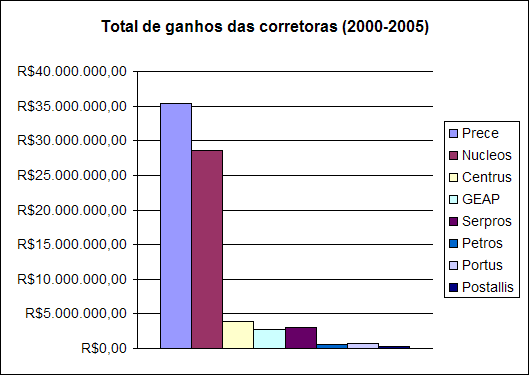
Ganho das corretoras com títulos públicos. Fonte:CPI dos Correios.

A Prece, entre os fundos analisados pela CPI, foi o que apresentou o maior volume de perdas em operações com títulos públicos (R$ 35,4 milhões) na compra e venda dos papéis. 
Há uma grande discrepância quando se compara os preços negociados a partir de 2002, com os do ano anterior e com os valores que costumam ser negociados pelos demais agentes de mercado.
Em 2001, o total de perdas do fundo foi de R$ 179.869,00, o que não configura um claro sintoma de irregularidade. Numa típica transação que resultou em perdas para o fundo, de 17 de julho de 2001, o Multi Bco S/A vendeu 3.280 títulos pelo preço unitário de R$1.546,89. Esses títulos foram comprados pela Prece pelo valor de 1.577,45 a unidade (diferença de R$ 30,56).
Em 2002, na gestão de Renato Guerra Marques, o fundo teve um total de perdas em títulos públicos no valor de R$ 2.761.348,00. Em relação a 2001, houve um crescimento nas perdas de 1.435,20%. Numa transação realizada em 17 de setembro de 2002, a Elite CCVM comprou 2.500 títulos por R$ 1.313,68 a unidade e vendeu-os para a Turfa S/A DTVM (que mais tarde passaria a se chamar Euro DTVM) por R$ 1.313,83 a unidade (diferença de R$ 0,15). A Turfa vendeu os títulos para a Prece por por R$ 1.397,49 (diferença de R$ 83,66) a unidade. Somente esta negociação ocasionou uma perda de R$ 209,5 mil para a Prece e um rendimento diário à corretora de 6,4%, valor considerado incomum pelos padrões do mercado.
Em 2003 as perdas foram ainda maiores. Elas totalizaram R$ 15.084.844,00 (um crescimento de 81,69% em relação ano ano anterior). Numa típica transação de 24 de novembro de 2003, a pela Laeta S/A DTVM pagou R$ 986,84 a unidade por 10 mil títulos do BankBoston Múltiplos S/A. O lote foi vendido para a Dillon S/A DTVM por R$ 995, 99 a unidade. Esta, por sua vez, vendeu os títulos para Prece por por R$ 1.129,27 a unidade (diferença de R$ 142,43). O prejuízo que esta única operação causou ao fundo foi de R$ 1.424.254,00.
Em 2004 a Prece teve um aumento de 11,33% das perdas com negociações de títulos públicos que foram de R$ 17.011.907,00.
Em 2005, houve uma queda abrupta de 97,83% nas perdas com títulos públicos, que totalizaram R$ 368.512,00. É nessa época também que começaram a aparecer as primeiras denúncias de fraudes em fundos de pensão, e que levaram à criação da Sub-relatoria.

#### Debêntures
As perdas em transações com debêntures foram de R$ 4,4 milhões. Elas seguem a mesma lógica das perdas com títulos públicos. Os preços únitários negociados com a Prece eram extremamente altos quando comparados aos preços que normalmente são negociados pelos agentes de mercado. 
Em 2003, as negociações com debêntures causaram prejuízo de R$ 501.422,00. Nessa época o gerente de investimento da Prece era o senhor Paulo Alves Martins.
Nas transações que acarretaram prejuízos ao fundo é recorrente a participação das corretoras Quantia e Euro. Ao ser inquirido pela CPI, o sócio da Quantia, Lauro José Senra de Gouvêa, disse que não se recordava das transações. 
O senhor Jorge Luiz Gomes Chrispim, sócio da Euro, a princípio negou ter efetuado as transações, mas a CPI apresentou-lhe documentos que contestaram a sua afirmação. Nenhum dos dois entrevistados conseguiu explicar a razão por trás das grandes discrepâncias de preço nas operações realizadas com a Prece.

#### CVS
CVS são títulos corrigidos pela TR e decorrentes da securitização de créditos junto ao FCVS (Fundo de Compensação das Variações Salariais).
A Sub-relatoria constatou perdas de R$ 38.360.187,00 a partir de 2003 na compra e venda de títulos CVS. As operações supeitas tiveram início depois que o senhor Paulo Alves Martins assumiu o cargo de gerente financeiro da Prece.
Entre as corretoras que lucraram com valores muito acima do mercado está a Euro DTVM.

#### Derivativos
Houve um desempenho atípico das seguintes corretoras que operaram em nome da Prece: 
- Novinvest: em 59% das 1130 vezes em que operou em nome da Prece, atribuiu ajustes negativos para o fundo de pensão;
- Banco Cidade CVMC : em 87% das 971 vezes que operou em nome da Prece, atribuiu ajustes negativos para o fundo;
- Fator Doria Atherino: em 81% das 600 vezes que operou em nome da Prece, atribuiu ajustes negativos para o fundo.